# Centraal-Kalapuya
Centraal-Kalapuya of Santiam is een uitgestorven Kalapuyataal die gesproken werd door groepen Kalapuya in het midden en zuiden van de Willamette Valley in West-Oregon. De taal is nauw verwant aan Noordelijk Kalapuya. Van Centraal-Kalapuya zijn de volgende dialecten bekend:
- Ahantchuyuk
- Santiam
- Luckiamute
- Chepenafa
- Chemapho
- Chelamela
- Tsankupi
- Winefelley-Mohawkdialecten